# 恩克鲁济利亚达
恩克鲁济利亚达（葡萄牙語：Encruzilhada）是巴西巴伊亚州的一个市镇。总面积2041.093平方公里，总人口22234人，人口密度10.9人/平方公里。